# ブルー・ブルズ
ブルー・ブルズ（英: Blue Bulls）は、南アフリカ共和国のハウテン州プレトリアを拠点とするラグビーユニオンチーム。カリーカップに所属。

## 概要
南アフリカに14あるラグビーユニオン地域協会の1つ、ブルー・ブルズ協会の代表チーム。
ブルー・ブルズ協会はプレトリア都市圏およびリンポポ州全域を管轄している。スーパーラグビーやユナイテッド・ラグビー・チャンピオンシップなどの国際大会に参戦しているブルズの母体でもある。
カリーカップの優勝回数などから、ウェスタン・プロヴィンスと共に、同国において最も成功しているラグビーチームの1つと見なされている。

## 歴史
1938年、トランスヴァール協会（現在のゴールデン・ライオンズ協会）から分離独立する形でノーザン・トランスヴァール（北トランスヴァール協会）として創設。
1946年、カリーカップ初優勝を果たした。
1970年代にはカリーカップを7回制した。
1980年代は、カリーカップのタイトルをウェスタン・プロヴィンスとノーザン・トランスヴァールで独占した。
1993年、スーパーラグビーの前身大会となるスーパー10に出場。
1996年、ラグビーユニオンのプロ化に伴い、オーストラリア・ニュージーランドを中心とした国際リーグ「スーパーラグビー（当初はスーパー12）」が開幕。南アフリカでは、当初はカリーカップの上位4チームがスーパー12に出場する方式を採用しており、ノーザン・トランスヴァールは1996・1997シーズンと出場権を獲得した。1998シーズン以降はフランチャイズ制が導入され、別働チームのブルズがスーパーラグビーなどの国際大会に参加するようになった。
1998年、ブルー・ブルズに改称。

## タイトル
2022年7月現在
- カリーカップ
  - 優勝 25回：1946, 1956, 1968, 1969, 1971[注 3], 1973, 1974, 1975, 1977, 1978, 1979[注 3], 1980, 1981, 1987, 1988, 1989[注 3], 1991, 1998, 2002, 2003, 2004, 2006[注 3], 2009, 2020-21, 2021
- カリーカップ・ファーストディビジョン（2部）
  - 優勝 1回：2000
- ボーダコムカップ[注 4]
  - 優勝 3回：2001, 2008, 2010

## スコッド
2022シーズンのスコッド（2022年1月現在）
- ジャックス・ヴァンローエン
- ビスマルク・デュプレッシー
- スカルク・エラスマス
- ウォルト・スティーンカンプ
- ルアン・フェルマーク
- マルセル・クッツェー
- ヴィリー・ポトヒエッター
- モルネ・ステイン
- ステッドマン・ガンズ
- ライオネル・マプー
- ハロルド・フォスター
- カート＝リー・アレンセ
- レネヴェ・ダメンズ

## 歴代所属選手
- ヨハン・アッカーマン
- ティム・アガバ（ 7人制南アフリカ代表）
- ジオ・アプロン
- ジャック・バーガー
- ヤコ・エンゲルス
- カート＝リー・アレンセ
- マティウス・バッソン
- レナルド・ボスマ（ ナミビア代表）
- フランソワ・ブランマー
- デーヴィッド・ブルブリング
- マルセル・クッツェー
- ルアン・コンブリンク
- ルイス・コンラディー
- ライオネル・クロニエ
- ルード・デヤハー
- ジャン・ドロースト
- ビスマルク・デュプレッシー
- フーリー・デュプレア
- JJ・エンゲルブレヒト
- スカルク・エラスマス
- ルイ・フーシェ
- コーネ・フーリー
- ステッドマン・ガンズ
- ウォリック・ヘラント
- ブライアン・ハバナ
- グラント・ハッティング
- フランソワ・ホーハート
- レニエル・ヒューゴ
- ジェイソン・ジェンキンス
- ジョン＝ロイ・ジェンキンソン
- ダーウィッド・ケラーマン
- ザイン・カーシュナー
- ジャネス・カースティン
- ヴィンセント・コッホ
- ジェシー・クリエル
- ピーター・ラピース・ラブスカフニ（ 日本代表）
- ライオネル・マプー
- マーヴィン・オリー
- ヴィクター・マットフィールド
- ボンギ・ンボナンビ
- フランコ・モスタート
- トレヴァー・ニャカニ
- バーガー・オーデンダール
- ルディ・ペイジ
- ハンドレ・ポラード
- ジャック・ポトヒエッター
- ヴィリー・ポトヒエッター
- ニール・パウエル（ 7人制南アフリカ代表）
- ジャン・クロード・ルース
- ディラン・セイジ
- ピエーレ・ストックマン（ スコットランド代表）
- ジャン・サーフォンテイン
- RG・スナイマン
- ロスコー・スペックマン
- ピエール・スピース
- CJ・スタンダー（ アイルランド代表）
- ジョシュア・スタンダー
- ウォルト・スティーンカンプ
- デオン・ステフマン
- モルネ・ステイン
- アドリアン・ストラウス
- クリントン・スワート
- ローハン・ヤンセ・ファンレンズバーグ
- ゲラード・ファンデンヒーファー（ 日本代表）
- ドゥーハン・ファン・デル・メルヴァ（ スコットランド代表）
- ヴィンピー・ファンデルヴァルト（ 日本代表）
- デイヤン・ファンダーウエストハイゼン
- マルコ・ファンスターデン
- ユースト・ファン・デル・ヴェストハイゼン
- ヤコ・ファン・デル・ヴェストハイゼン
- ジャックス・ヴァンローエン
- コンラード・ファンフィーレン
- ヘンカス・ファン・ヴィック
- ルアン・フェルマーク
- ドウェイン・フェルミューレン
- ティアン・デクラーク
- アルシノ・アイザックス
- ディバン・ルソウ
- ユルゲン・ヴィサー
- ハロルド・フォスター
- ポール・ヴィレムサ（ フランス代表）
- ヤンコ・スワナポール
- ケウィン・ノーチェ（ 7人制南アフリカ代表）